# Rosetta Howard
Rosetta Howard (* 1914 in Chicago, Illinois; † 1974 ebenda) war eine US-amerikanische Blues- und Jazz-Sängerin.

## Leben und Wirken
Die aus Chicago stammende Rosetta Howard war vor allem in den 1930er und 1940er Jahren aktiv. Zu singen begann sie, als sie zu Jukebox-Stücken in dem Club auftrat, in dem sie als Bedienung arbeitete; ab 1932 dann als professionelle Sängerin mit Jimmy Noone und weiteren Bandleadern. Ab 1937 nahm sie eine Reihe von Stücken mit den Harlem Hamfats auf, darunter ihr Lobgesang auf Marihuana, „If You're A Viper“ für Decca und der obszöne Song „Let Your Linen Hang Low“. Weitere Aufnahmen entstanden mit Herb Morand and Odell Rand, die beide Mitglieder der Harlem Hamfats waren. 1939 spielte sie weitere Nummern mit den Harlem Blues Serenaders ein, zu denen Charlie Shavers, Buster Bailey, Lil Armstrong, Red Allen und Barney Bigard gehörten.
In den 1940ern trat sie weiterhin in Chicago auf und nahm mit Sax Mallard auf; 1947 war sie an Aufnahmen der Big Three beteiligt, zu denen Willie Dixon und Big Bill Broonzy gehörten. 1948 hatte sie einen Achtungserfolg in den R&B-Charts mit Ebony Rhapsody. Da der kommerzielle Erfolg ihrer Schallplatten ausblieb, nahm sie seitdem nicht mehr auf. In den 1950er Jahren sang sie bei Thomas A. Dorsey in der Pilgrim Baptist Church in Chicago.

## Diskographische Hinweise
- Complete Recording Works 1939-1947 (RST)